# 金昌市
金昌市（きんしょう-し）は、中華人民共和国甘粛省に位置する地級市。

## 地理と気候
金昌市は甘粛省の中央部、黄河の西、祁連山脈の北、アルシャー高原の南に位置する。市の南西は青海省に、北西は内モンゴル自治区に接する。

## 歴史
明代に永昌衛が設置され、清代に永昌県に改められた。1981年に地級市が設置された際に、市内に金川峡が位置したことより金昌市と命名され現在に至る。

## 行政区画
1市轄区・1県を管轄する。
- 市轄区：金川区
- 県：永昌県

| 金昌市の地図  |
| ------------- |
| 金川区 永昌県 |

### 年表
この節の出典
- 1981年2月9日 - 甘粛省武威地区永昌県の一部が分立し、金昌市が発足。(1市1県)
  - 武威地区永昌県を編入。
- 1984年12月14日 - 金川区を設置。(1区1県)
- 1989年3月11日 - 永昌県の一部が張掖地区粛南ユグル族自治県に編入。(1区1県)

## 経済
産業基盤は農業及び自然資源採掘により、「ニッケルの都」と称されるようにニッケル以外に、石英、鉄、マンガン、銅、コバルト、亜鉛、金、タングステン、石灰岩など他の鉱産資源も豊富。主な作物は油菜。

## 交通

### 航空
- 金昌金川空港（中国語版）

### 鉄道
- 中国鉄路総公司
  - 蘭新線

### 道路
- 高速道路
  - 連霍高速道路
  - 武金高速道路
  - S17 金永高速道路
- 国道
  - G312国道

## 観光
長城や唐代の名刹、聖容寺の観光が知られており、他には未開発の自然環境が観光客を集める。